# 肖托夸 (纽约州)
肖托夸（英語：Chautauqua）是位于美国纽约州肖托夸县的一个镇，地处肖托夸县的西部、肖托夸湖西北。2010年美国人口普查时，该镇有4464人。其名称即来源于肖托夸湖。
这里是肖托夸运动的发源地，也是1874年成立的肖托夸学院的所在地。